# 余湘
余湘（英語：Sandra Yu，1959年12月31日—），中華民國廣告業者，曾任聯廣傳播集團董事長、民視副總經理。
余氏從事廣告業界三十多年，在業內有「媒體教母」之稱，並曾任數家廣告公司高層主管，及電視台民視副總經理之職位，在2018年9月退休。2019年11月，與親民黨主席宋楚瑜搭配參選2020年中華民國總統選舉，首次參與政治活動，但在2020年1月11日選舉失敗。

## 生平
余湘的父親為一警員，因其當時派駐臺東縣關山鎮，故余湘於1959年在該地出生。其後，余家因余湘父親興辦小生意失敗而陷入財困之中。她在高中畢業時，選擇放棄獲保送到師大或文化大學體育系，當游泳國手或體育老師的機會，而選擇參加聯考，希望挑戰人生。
她在其後北上赴臺北的銘傳商業專科學校（今銘傳大學）就讀會計統計科，以半工讀的形式在夜間部就讀。每當她乘火車回到臺東老家時，她立志要賺大錢，為父母蓋一座大屋子孝順他們。
2019年11月13日，親民黨主席宋楚瑜13日上午11時30分在長榮桂冠酒店宣布第5度角逐總統大選，副手由余湘擔任，主持人于美人擔任發言人一職。

## 學經歷
學歷
- 銘傳商業專科學校（今銘傳大學）會統科夜間部

經歷
- 聯廣傳播集團董事長（2009-02－2018-09）
- 香港商群邑有限公司台灣分公司 董事長兼總裁（2004-08－2018-03）
- 媒體庫總經理（1999-07－2004-07）
- 民視副總經理（1997-07－1999-06）
- 傳立媒體總經理（1994-11－1997-06）
- 和信媒體行銷事業總經理（1992-11－1994-10）
- 聯廣公司媒體總監（1989-01－1992-10）
- 奧美廣告媒體經理（1987-07－1988-12）
- 李奧貝納公司媒體企劃購買（1986-01－1987-06）

## 選舉紀錄
中華民國第十五任總統、副總統選舉
| 1        | 宋楚瑜、余湘   | 親民黨        | 608,590票   | 4.26%                              |                                    |
| 2        | 韓國瑜、張善政 | 中國國民黨    | 5,522,119票 | 38.61%                             |                                    |
| 3        | 蔡英文、賴清德 | 民主進步黨    | 8,170,231票 | 57.13%                             | 當選                               |
| 選舉日期 | 選舉日期       | 2020年1月11日 | 選舉人數    | 19,311,105人                       | 19,311,105人                       |
| 投票率   | 投票率         | 74.90%        | 投票人數    | 有效：14,300,940人 無效：163,631人 | 有效：14,300,940人 無效：163,631人 |

## 外部連結
- 余湘的Facebook專頁
- 余湘的100個朋友的Facebook專頁